# IC 4996
IC 4996 је расијано звјездано јато у сазвјежђу Лабуд које се налази на листи објеката дубоког неба у Индекс каталогу.
Деклинација објекта је + 37° 38' 35" а ректасцензија 20h 16m 31,7s. Привидна величина (магнитуда) објекта IC 4996 износи 7,3. IC 4996 је још познат и под ознакама OCL 158.